# Gamma Volantis
Gamma Volantis (γ Vol, γ Volantis) é uma estrela binária na constelação de Volans. As duas estrelas do sistema são inseparáveis a olho nu e têm uma magnitude aparente conjunta de 3,60, o que torna esse sistema o mais brilhante da constelação, embora Beta Volantis seja a estrela individual mais brilhante. Está a uma distância de aproximadamente 142 anos-luz (43 parsecs) da Terra.
O sistema é composto por Gamma1 Volantis, a estrela menos brilhante de magnitude 5,67, e Gamma2 Volantis, o componente primário de magnitude 3,78. Gamma2 Volantis é uma estrela gigante com uma classificação estelar de K0 III, o que significa que é uma estrela evoluída que já queimou todo o hidrogênio de seu núcleo. Irradia 71 vezes mais energia que o Sol a uma temperatura efetiva de 4 700 K. Tem uma massa de 2,5 vezes a massa do Sol e um raio de 12,7 vezes o raio solar. Sua companheira, Gamma1 Volantis, é uma estrela de classe F da sequência principal com classificação de F2 V e temperatura efetiva de 6 541 K. Tem uma massa de 1,69 vezes a massa solar e um raio de 1,9 vezes o raio solar. Suspeita-se que seja uma variável pulsante levemente irregular.
O sistema tem uma idade estimada de 600 milhões de anos a 1,8 bilhão de anos. As duas estrelas estão separadas no céu por 14,1 segundos de arco, o que corresponde a uma separação de no mínimo 600 UA e um período orbital de pelo menos 7 500 anos.